# Nunica
Nunica es un lugar designado por el censo ubicado en el condado de Ottawa en el estado estadounidense de Míchigan. En el Censo de 2020 tenía una población de 351 habitantes y una densidad poblacional de 73,89 habitantes por km². Fue incluido como CDP en el censo de 2020. 

## Geografía
Nunica se encuentra ubicado en las coordenadas 43°04′47″N 86°04′02″O / 43.07972, -86.06722. Según la Oficina del Censo de los Estados Unidos,  tiene una superficie total de 4,75 km², de la cual 4,74 km² corresponden a tierra firme y 0,01  km² a agua.